# Kamour
Kamour (en arabe : كامور) est une commune rurale du sud de la Mauritanie, située dans le département de Guerou de la région d'Assaba.

## Géographie
La commune de Kamour est située au nord-ouest dans la région d'Assaba et elle s'étend sur 999 km2.
Elle est délimitée au nord par les communes d'El Ghayra et de Soudoud, à l'est par la commune de Nouamline, au sud par les communes de Guerou et d'Oudey Jrid, à l'ouest par la commune de Guever.

## Histoire
Kamour a été érigée en commune par l'ordonnance du 20 octobre 1987 instituant les communes de Mauritanie.

## Démographie
Lors du Recensement général de la population et de l'habitat (RGPH) de 2000, Kamour comptait 5 908 habitants.
Lors du RGPH de 2013, la commune en comptait 8 263, soit une croissance annuelle de 2,7 % sur 13 ans.

## Économie
L'agriculture est au centre de l'économie de Kamour, comme quasiment toutes les communes de la région. Mais cette économie est fragile car elle rencontre des obstacles à son développement, notamment les conditions climatiques ou le manque de moyens des agriculteurs. Pour faire face à ces obstacles, l'état ou différentes ONG financent des projets qui améliorent les conditions de vie des habitants.

## Éducation
Kamour possède un collège, construit en 2016, qui possède notamment huit salles de classe ainsi qu'une bibliothèque et un laboratoire. Ce collège permettra aux élèves des communes environnantes de s'instruire dans un bon environnement.